# Novi Zavoj
Novi Zavoj (en serbe cyrillique : Нови Завој) est une localité de Serbie située dans la municipalité de Pirot, district de Pirot. Au recensement de 2011, elle comptait 1 372 habitants.
Novi Zavoj, officiellement classé, parmi les villages de Serbie est situé sur les bords de la Visočica.
En 1963, un important glissement de terrain a entravé le cours de la rivière, créant un barrage naturel de 500 m de long et de 50 m de haut, barrage qui, à son tour, a formé un lac naturel qui a englouti le village de Zavoj. Le lac naturel fut asséché, le barrage consolidé et une centrale hydroélectrique fut construite (HE Zavoj) ainsi que le lac Zavoj (superficie 5,53 km2 ; altitude 612 m ; profondeur 60 m). Ce lac artificiel remplaça le lac asséché. Le village de Novi Zavoj fut construit en hauteur par la population de l'ancienne localité.

## Démographie

### Évolution historique de la population
| 1948  | 1953  | 1961  | 1971 | 1981  | 1991  | 2002  | 2011  |
| ----- | ----- | ----- | ---- | ----- | ----- | ----- | ----- |
| 1 693 | 1 526 | 1 485 | 180  | 1 222 | 1 538 | 1 458 | 1 372 |

|  |